# Verbandsgemeinde Mansfelder Grund-Helbra
Die Verbandsgemeinde Mansfelder Grund-Helbra entstand zum 1. Januar 2010 im Landkreis Mansfeld-Südharz in Sachsen-Anhalt. Der Vorläufer der Verbandsgemeinde war die Verwaltungsgemeinschaft Mansfelder Grund-Helbra mit denselben Mitgliedsgemeinden. Der jährliche „Pfingsttanz“ wurde 2018 in das deutsche Register Guter Praxisbeispiele der Erhaltung Immateriellen Kulturerbes aufgenommen.

## Mitgliedsgemeinden
Die Verbandsgemeinde Mansfelder Grund-Helbra hat folgende acht Mitgliedsgemeinden:
- Ahlsdorf
- Benndorf
- Blankenheim
- Bornstedt
- Helbra
- Hergisdorf (mit Ortsteil Kreisfeld)
- Klostermansfeld
- Wimmelburg

## Politik

### Wappen
Das Wappen wurde am 2. Juni 2010 durch den Landkreis genehmigt.
Blasonierung: „In Silber ein blauer linker Schrägfluß, begleitet oben von schräggekreuzte schwarze Schlägel und Eisen unten einen grünen Laubbaum mit schwarzem Stamm.“
Die Farben der Verbandsgemeinde sind Grün-Weiß.

Querform der Flagge der Verbandsgemeinde

### Flagge
Die Flagge ist grün - weiß (1:1) gestreift (Querform: Streifen waagerecht verlaufend, Längsform: Streifen senkrecht verlaufend) und mittig mit dem Verbandsgemeindewappen belegt.

## Verkehr
In Blankenheim (Kr Mansfeld-Südharz) gibt es einen Bahnhof der Bahnstrecke Halle–Hann. Münden. Hier zweigt die Bahnstrecke Berlin–Blankenheim (Kanonenbahn) ab. In   Klostermansfeld befindet sich der Bahnhof der Mansfelder Bergwerksbahn, Bahnstrecke Klostermansfeld–Wippra. Des Weiteren befindet sich der Bahnhof Klostermansfeld an der Bahnstrecke Magdeburg-Erfurt.